# Thryophilus sernai
El cucarachero de Antioquia (Thryophilus sernai) es una especie de ave paseriforme de la familia Troglodytidae endémica de Colombia.

## Taxonomía

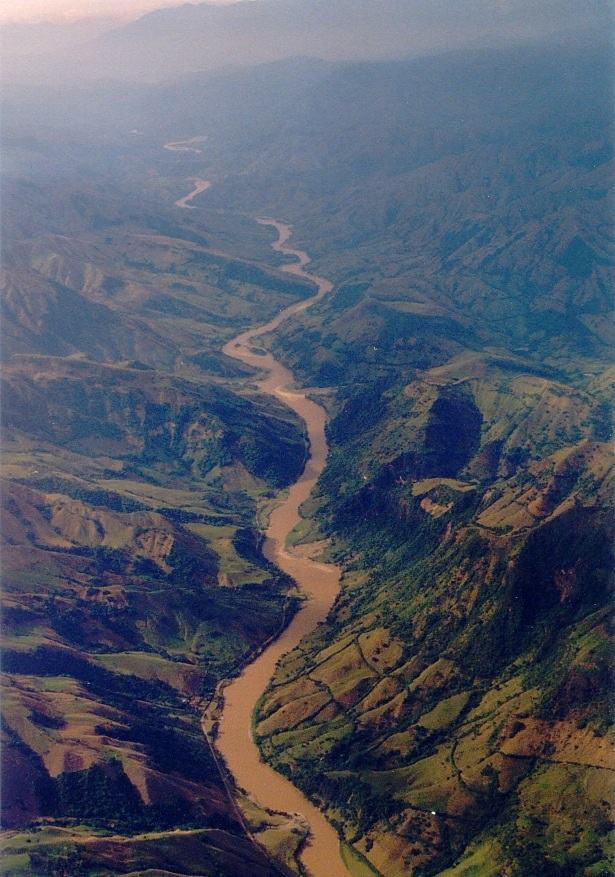
Cañón del Río Cauca - hogar del Cucarachero Paisa.

Fue descubierto en marzo de 2010 cerca del río Cauca, y fue descrito en 2012 como una nueva especie del género Thryophilus. Su nombre específico conmemora al ornitólogo antioqueño Marco Antonio Serna Díaz (1936–1991).

## Distribución y hábitat
Se encuentra únicamente en la cuenca alta del río Cauca, en departamento de Antioquia del noroeste de Colombia. Su hábitat natural son los bosques húmedos tropicales.
Es un pájaro escaso y de distribución restringida, por lo que se clasifica como especie en peligro de extinción. Su principal amenaza es la destrucción de su hábitat, incluida la construcción de la presa Hidroituango.